# Beriev S-13
O Beriev S-13 foi uma cópia soviética Lockheed U-2C, desenvolvido pela União Soviética no início da década de 1960 utilizando engenharia reversa dos destroços do U-2 abatido no espaço aéreo da URSS.
Em 1 de abril de 1961, a primeira fuselagem estava completa. No entanto, em 12 de maio de 1962, o Conselho de Ministros cancelou o projeto com efeito imediato, quando se percebeu que os Estados Unidos e seus aliados, poderiam abater aeronaves se movendo a baixas velocidades, mesmo que a altas altitudes. Ainda que tenha sido cancelado, o projeto do S-13 deu importantes contribuições em ligas metálicas, materiais e métodos de processamento que depois foram utilizados em projetos de aeronaves soviéticas que se seguiram.